# Gaston Giran
Pour les articles homonymes, voir Giran (homonymie).
Roger Gaston Giran, né le 12 février 1892 à Paris 11e et mort le 26 avril 1944 à Villejuif, est un rameur français.

## Biographie
Gaston Giran participe à l'épreuve de deux de couple aux Jeux olympiques d'été de 1920 à Anvers, en compagnie d'Alfred Plé. Les deux Français terminent troisièmes et remportent donc la médaille de bronze.
Il exerce le métier de placier en celluloïd manufacturé et brut.

## Liens externes

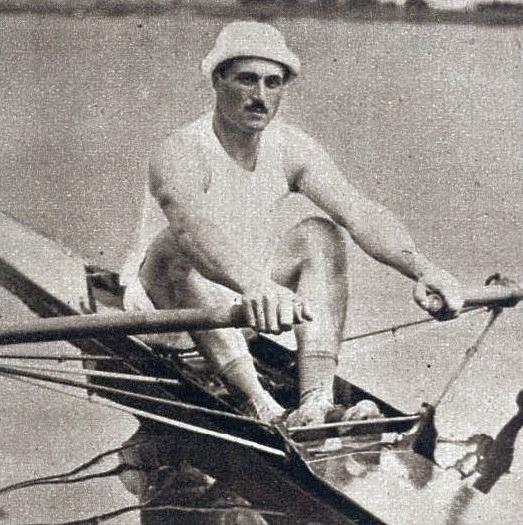
Gaston Giran vers 1920.